# Theretra inornata
Theretra inornata är en fjärilsart som beskrevs av Walker 1864. Theretra inornata ingår i släktet Theretra och familjen svärmare. Inga underarter finns listade i Catalogue of Life.